# Зиновьев, Лев Александрович
Лев Александрович Зиновьев (1880—1958) — член IV Государственной думы от Санкт-Петербургской губернии.

## Биография
Православный. Из старинного дворянского рода. Статский советник (1914), камер-юнкер (1906). Отец — Александр Дмитриевич, крупный землевладелец, петербургский губернский предводитель дворянства, шталмейстер, действительный статский советник, гражданский губернатор Санкт-Петербурга, член Государственного совета. Мать — Елизавета Николаевна, урождённая баронесса Корф (1861—1913), фрейлина императриц, дочь генерал-лейтенанта.
В 1894 году был определён в Пажеский корпус, который окончил в 1901 г. вторым, был выпущен корнетом в лейб-гвардии Конный полк. В марте 1905 г. вышел в запас. Председатель Петергофского уездного дворянского съезда. В 1905—1916 гг. петергофский уездный предводитель дворянства. Владел фамильным имением «Гревова» в Копорье.
Гласный Петергофского уездного и Санкт-Петербургского губернских земских собраний. Исполняющий должность петербургского губернского предводителя дворянства (18.6-23.7.1912). По приглашению П. Л. Корфа участвовал в совещании учредителей партии «Союз 17 октября»; член его ЦК. В 1907 г. попечитель 2-классной мореходной школы. В том же году возглавил семейную фирму «Д. Зиновьев и К°», занимавшуюся, в основном, лесоторговлей и отчасти машиностроением и находившуюся на грани банкротства. В 1910 г. получил концессию на строительство Копорской железной дороги, вел её строительство до начала 1-й мировой войны. Землевладелец (12 тысяч десятин). Продав в 1915 г. земельные владения (из имения Копорье), спас семейное дело от разорения. Председатель правлений акционерных обществ: «Сибирская медь», «Сысертский горный округ»; «Таналык» (медные и золотые рудники на Южном Урале, британское предприятие); «Олонецкая железная руда»; «Роман Кольбе»; «Двинские водопроводы» и других. Член Ревизионной комиссии Петербургского отделения американского банка «National New-York and City Bank».
В 1912 году был избран в члены IV Государственной думы от Санкт-Петербургской губернии съездом землевладельцев. Входил во фракцию «Союза 17 октября». Состоял членом комиссий: финансовой, по местному самоуправлению, о преобразовании полиции в империи, о путях сообщения, библиотечной (с 2.12.1916 г. — её секретарь). Входил в Прогрессивный блок.
Принимал участие в деятельности петроградских госпиталей (на Литейном проспекте и в Зимнем дворце). В дни Февральской революции находился в Петрограде. Участвовал в работе Высшей следственной комиссии Временного комитета Государственной думы, выполнял отдельные поручения ВКГД. С 21.4.1917 г. — заместитель представителя от Думы в Центральном комитете по восстановлению и поддержанию нормального хода работ на промышленных предприятиях.
Октябрьскую революцию не принял. 26.10.1917 г. добился освобождения медсестёр, работавших в госпитале Зимнего дворца. По его инициативе библиотека Петербургского дворянского собрания передана в Библиотеку Академии наук.
Жил с семьёй на своей даче в Усть-Нарве (Эстония). 28.06.1928 г. эмигрировал в Великобританию. Общественной деятельностью не занимался. Похоронен на кладбище при церкви Святой Марты в Шальфорде (Великобритания).

## Семья
Был женат на Ольге Петровне Барановой (1883—1972), фрейлине императрицы Александры Федоровны; дочери П. П. Баранова.  Их дети:
- Лев (1905—1951), инженер-строитель, в годы Второй мировой войны служил в британской морской пехоте, майор; отец музыканта Петра Зиновьева.
- Кирилл (1910—2015), в годы 2-й мировой войны майор британской армии (взял фамилию Фитцлайон), служил в военной разведке в Северной Африке, после 1945 г. — в Министерстве обороны Великобритании, затем переводчик, редактор, литературный критик, жил в Лондоне.
- Ольга (1907—1981).
- Елена (1909—2013), замужем за Анри Годен де Виллен (1909-1998), жила во Франции.